# Klosterscheuer (Bad Herrenalb)

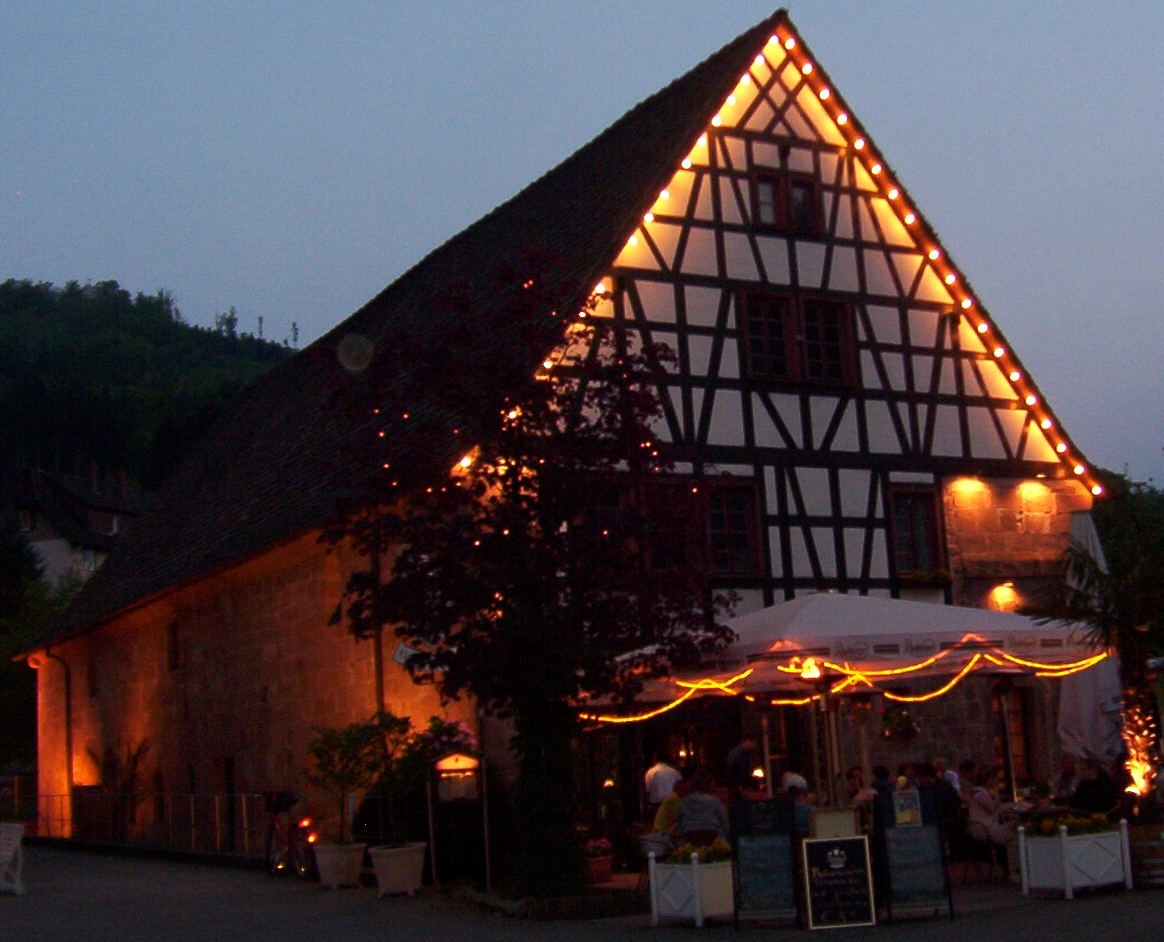
Klosterscheuer

Die Klosterscheuer ist Teil des ehemaligen Zisterzienserklosters Herrenalb auf dem Gebiet der heutigen Gemeinde Bad Herrenalb im Landkreis Calw in Baden-Württemberg.

## Geschichte
Die Klosterscheuer wurde im 12. Jahrhundert errichtet und zählt zu den am besten erhaltenen romanischen Profangebäuden in Süddeutschland, die zu dieser Zeit gebaut wurden. Das Gebäude steht auf einem Flusslauf des Gaisbaches, der später als Mühlbach an der Südwestseite vorbeiführt.
In den oberen Etagen sind die mittelalterlichen Balkenkonstruktionen aus dem Jahr 1437 zu 80 % im Originalzustand erhalten. Vermutlich durch einen Brand vor dieser Zeit wurde jedoch die Mauerkrone zerstört und musste rekonstruiert werden.
Nach einer umfangreichen Sanierung in den 1990er Jahren wurde die Klosterscheuer 2004 zu einem Restaurant ausgebaut. Hierbei wurden Ruinenreste aus dem Kloster integriert, um den engen Bezug zum ehemaligen Kloster zu dokumentieren. Den Auftrag erhielten das Architekturbüro Abel & Müller in Bad Herrenalb und das Innenarchitekturbüro Herzog & Kassel in Karlsruhe. Bei der Ausführung wurde streng darauf geachtet, so viel alte Bausubstanz wie möglich zu erhalten und offen zu legen, gleichzeitig aber im Einklang hiermit auch moderne Gestaltungsmöglichkeiten zu nutzen.
Bis heute beherbergt die Klosterscheuer das gleichnamige Restaurant. Die Bestrebungen, einen Teil der Räumlichkeiten der Klosterscheuer bürgernah kulturell zu nutzen, führten 1995 zur Gründung des Vereins „Kulturfreunde Bad Herrenalb e. V.“ durch eine Gruppe kulturell interessierter Bürger. Bis heute konnte der Verein seine Ideen aber noch nicht realisieren.